# Atlantide (film 1949)
Atlantide (Siren of Atlantis) è un film fantastico del 1949 per la regia di Gregg G. Tallas. È il terzo film (il secondo remake) ispirato al romanzo L'Atlantide di Pierre Benoît.

## Produzione
Il film fu iniziato con la regia di Arthur Ripley, sostituito in seguito da John Brahm, per poi finalmente essere portato alla conclusione dal montatore Gregg G. Tallas (vero nome Grigoris Thalassinos, 25 gennaio 1915) aggregando scene di archivio dal film originale di Georg Wilhelm Pabst del 1932.
Nel maggio del 1947, María Montez e suo marito Jean-Pierre Aumont (vero nome Jean-Pierre Salomons, 5 gennaio 1911-30 gennaio 2001) firmarono il loro primo contratto come attori indipendenti col produttore tedesco Seymour Nebenzahl (lo stesso del film del 1932) per interpretare una nuova versione dell'epico film europeo.
La Montez fu ingaggiata per la fantastica somma, per l'epoca, di 100.000 dollari per dieci settimane di lavoro.
Fantastiche e piene di glamour furono le scene di questo film, che si segnala soprattutto per la fotografia di Karl Struss, e per la grande presenza scenica di Maria Montez, come quella che la mostra reclinata su un letto a forma di lumaca, di tre metri di lunghezza e più di due metri di altezza, in sensuali vesti da sirena.
I fan di Maria Montez furono compiaciuti oltremodo dalle scene in cui appare in compagnia di una pantera, una delle belve preferite dalla regina Antinea, nel romanzo di Benoît.

## Accoglienza e critiche
I palazzi faraonici, le vesti riccamente disegnate, la cripta ricolma di mummie e la sinuosa pantera addomesticata che accompagna la protagonista sulla scena esercitarono un indubbio fascino sul pubblico ma lasciarono perplessa la critica che giudicò l'opera fredda, artificiosa e, comunque, inferiore all'originale.
I critici dell'epoca considerarono che a parte una mirabile Montez, il film aveva poco da offrire, valutando il più vistoso difetto del film nell'impersonalità della regia, conseguenza ascrivibile alle indecisioni del produttore Seymour Nebenzal che avvicendò tre registi diversi dietro la macchina da ripresa.